# Boquerón (Guantánamo, Cuba)
Boquerón is een plaats in de provincie Guantánamo in Cuba op de oostoever van de Guantánamobaai. Het is een kleine haven- en vissersplaats in de gemeente Caimanera. De plaats ligt op ongeveer 28 meter boven zeeniveau.

## Klimaat
De gemiddelde jaartemperatuur in Boquerón is zo'n 25,6° Celsius. De gemiddelde hoogste jaartemperatuur is 30° Celsius en de gemiddelde laagste jaartemperatuur is 21,7° Celsius. De regenval bedraagt ongeveer 620 millimeter. Deze gegevens zijn gemeten over een periode van de laatste 53 jaar.